# Dale Murphy
Dale Bryan Murphy (nascido em 12 de março de 1956) é um ex-jogador profissional da Major League Baseball que atuou como defensor externo, catcher e primeira base. Durante seus 18 anos como profissional, entre 1976–93, jogou por três equipes, mas é melhor lembrado por sua passagem no Atlanta Braves. Murphy ganhou títulos consecutivos da Major League Baseball como MVP da Liga Nacional  (1982–83), o prêmio Silver Slugger Award da Liga Nacional por 4 anos em sequência (1982–85) e o prêmio de Gold Glove Award por 5 anos (1982–86). Ele foi indicado ao Oregon Sports Hall of Fame, Georgia Sports Hall of Fame e World Sports Humanitarian Hall of Fame.